# Calvin Stengs
Calvin Stengs, né le 18 décembre 1998 à Amsterdam aux Pays-Bas, est un footballeur international néerlandais qui évolue au poste d'ailier droit au Feyenoord Rotterdam.

## Biographie

### AZ Alkmaar
Calvin Stengs est un pur produit du centre de formation de l'AZ Alkmaar, qu'il rejoint en 2009 en provenance du HFC Haarlem. Il joue son premier match en professionnel le 14 décembre 2016, alors qu'il n'a pas encore 18 ans, lors d'une rencontre de Coupe des Pays-Bas face au modeste club du ASWH Ambacht. Il est titulaire sur le côté droit de l'attaque ce jour-là, et son équipe s'impose par deux buts à zéro. Il joue son premier match en Eredivisie le 5 mars 2017, lors d'un match nul face à l'Excelsior Rotterdam. Le 17 mai de la même année, il inscrit son premier but en professionnel lors de la victoire de son équipe face au FC Groningue (1-4). En août 2017, il se blesse gravement d'une rupture au ligament croisé du genou, qui le tient éloigné des terrains pendant de nombreux mois.
Il fait son retour à la compétition en octobre 2018 avec l'équipe réserve du club. Il rejoue avec l'équipe première le 3 novembre 2018, face à De Graafschap, en championnat, contre qui l'AZ s'impose (1-0).

### OGC Nice

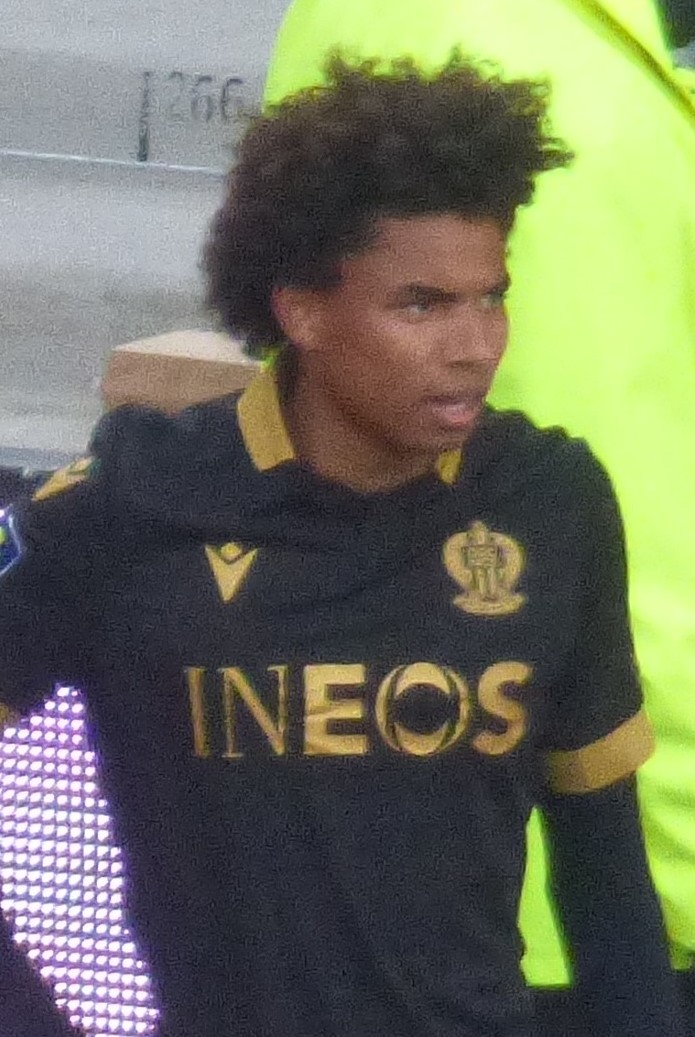
Stengs avec le OGC Nice en 2022

Début juillet 2021, Calvin Stengs s'engage avec l'OGC Nice et signe un contrat de 5 ans pour un prix qui avoisine les 10 M€. Il joue son premier match le 28 août 2021, lors d'un match de championnat face aux Girondins de Bordeaux. Il est titularisé mais sort sur blessure, remplacé par Justin Kluivert. Nice l'emporte par quatre buts à zéro ce jour-là. Stengs inscrit son premier but pour Nice le 25 septembre 2021, à l'occasion d'une rencontre de championnat face à l'AS Saint-Étienne. Son équipe s'impose par trois buts à zéro au Stade Geoffroy-Guichard ce jour-là,.

### Royal Antwerp
Ne parvenant pas à s'imposer du côté de l'OGC Nice, Calvin Stengs est prêté le 30 août 2022 au club belge du Royal Antwerp pour une saison, sans option d'achat.

### Feyenoord Rotterdam
Le 26 juillet 2023, Calvin Stengs fait son retour aux Pays-Bas en s'engageant en faveur du Feyenoord Rotterdam. Il signe un contrat courant jusqu'en juin 2027,.
Stengs marque son premier but pour Feyenoord le 3 septembre 2023, lors d'une rencontre de championnat face au FC Utrecht. Titulaire, il participe à la victoire de son équipe par cinq buts à un en marquant un but et délivrant une passe décisive pour Ayase Ueda. Le 17 décembre 2023, Stengs se fait remarquer en réalisant un doublé lors d'une rencontre de championnat face à l'Heracles Almelo. Il s'agit de son premier doublé en première division, et il contribue ainsi à la victoire de son équipe par quatre buts à zéro,.
Stengs remporte la Coupe des Pays-Bas 2023-2024 avec Feyenoord, étant titulaire lors de la finale qui a lieu le 21 avril 2024, face au NEC Nimègue. Son équipe s'impose sur le score de un but à zéro ce jour-là,.

### En sélection nationale
Le 24 mars 2019 il joue son premier match pour l'équipe des Pays-Bas espoirs face aux États-Unis, où il est titulaire (0-0). Le 31 mai 2019, il inscrit son premier but pour les espoirs, face au Mexique. Il est titulaire ce jour-là et ouvre le score avant de délivrer une passe décisive pour Donyell Malen, qui l'avait servit sur le premier but. Les Pays-Bas s'imposent sur le score de 5-1 lors de cette partie.
Le 19 novembre 2019, il honore sa première sélection avec l'équipe nationale des Pays-Bas en étant titularisé lors du match de qualification pour l'Euro 2020 face à l'Estonie. Durant ce match il se fait remarquer en délivrant deux passes décisives, une pour Nathan Aké et l'autre pour Georginio Wijnaldum, participant ainsi à la victoire des siens (5-0).
Stengs fait son retour en sélection après deux ans et demi d'absence en novembre 2023, ses bonnes prestations avec le Feyenoord Rotterdam incitant le sélectionneur Ronald Koeman à le rappeler. L'ailier droit se fait alors remarquer le 21 novembre 2023, lors d'un match contre Gibraltar en réalisant un triplé, contribuant ainsi à la victoire de son équipe par six buts à zéro. Il s'agit également de ses trois premiers buts en sélection,.

## Palmarès
Royal Antwerp FC
- Coupe de Belgique
  - Vainqueur : 2023
- Championnat de Belgique
  - Champion : 2023

 Feyenoord Rotterdam
- Coupe Pays-Bas (1) :
  - Vainqueur : 2023-2024.

## Statistiques
| Saison                | Club                  | Championnat           | Championnat | Championnat | Coupe(s) nationale(s) | Coupe(s) nationale(s) | Supercoupe | Supercoupe | Compétition(s) continentale(s) | Compétition(s) continentale(s) | Compétition(s) continentale(s) | Play-offs | Play-offs | Total | Total |
| Saison                | Club                  | Division              | M.          | B.          | M.                    | B.                    | M.         | B.         | Comp.                          | M.                             | B.                             | M.        | B.        | M.    | B.    |
| 2016-2017             | AZ Alkmaar            | Eredivisie            | 5           | 2           | 1                     | 0                     | -          | -          | -                              | -                              | -                              | -         | -         | 6     | 2     |
| 2017-2018             | AZ Alkmaar            | Eredivisie            | 1           | 0           | -                     | -                     | -          | -          | -                              | -                              | -                              | -         | -         | 1     | 0     |
| 2018-2019             | AZ Alkmaar            | Eredivisie            | 21          | 3           | 4                     | 2                     | -          | -          | C3                             | -                              | -                              | -         | -         | 25    | 5     |
| 2019-2020             | AZ Alkmaar            | Eredivisie            | 25          | 5           | 3                     | 0                     | -          | -          | C3                             | 14                             | 5                              | -         | -         | 42    | 10    |
| 2020-2021             | AZ Alkmaar            | Eredivisie            | 30          | 7           | 1                     | 0                     | -          | -          | C1+C3                          | 2+6                            | 0                              | -         | -         | 39    | 7     |
| Sous-total            | Sous-total            | Sous-total            | 82          | 17          | 9                     | 2                     | -          | -          | -                              | 22                             | 5                              | -         | -         | 113   | 24    |
| 2021-2022             | OGC Nice              | Ligue 1               | 24          | 1           | 2                     | 0                     | -          | -          | -                              | -                              | -                              | -         | -         | 26    | 1     |
| 2022-2023             | OGC Nice              | Ligue 1               | 4           | 0           | 0                     | 0                     | -          | -          | C4                             | 2                              | 0                              | -         | -         | 6     | 0     |
| Sous-total            | Sous-total            | Sous-total            | 28          | 1           | 2                     | 0                     | -          | -          | -                              | 2                              | 0                              | -         | -         | 32    | 1     |
| 2022-2023             | Royal Antwerp (prêt)  | Division 1A           | 21          | 1           | 6                     | 2                     | -          | -          | -                              | -                              | -                              | 4         | 0         | 31    | 3     |
| Sous-total            | Sous-total            | Sous-total            | 21          | 1           | 6                     | 2                     | -          | -          | -                              | -                              | -                              | 4         | 0         | 31    | 3     |
| 2023-2024             | Feyenoord Rotterdam   | Eredivisie            | 29          | 6           | 5                     | 1                     | 1          | 0          | C1+C3                          | 6+2                            | 1+0                            | -         | -         | 43    | 8     |
| 2024-2025             | Feyenoord Rotterdam   | Eredivisie            | 9           | 1           | -                     | -                     | 1          | 0          | C1                             | 3                              | 0                              | -         | -         | 13    | 1     |
| Sous-total            | Sous-total            | Sous-total            | 38          | 7           | 5                     | 1                     | 2          | 0          | -                              | 11                             | 1                              | 0         | 0         | 56    | 9     |
| Total sur la carrière | Total sur la carrière | Total sur la carrière | 171         | 26          | 22                    | 5                     | 2          | 0          | -                              | 35                             | 6                              | 4         | 0         | 234   | 37    |